# Bridgewater Associates
A Bridgewater Associates, LP é uma empresa americana de gestão de investimentos fundada por Ray Dalio em 1975. A empresa atende clientes institucionais, incluindo fundos de pensão, fundos patrimoniais, fundações, governos e bancos centrais.
Em 2005 se tornou o maior hedge fund do mundo.